# Sonoghur
Sonoghur – wieś w Pakistanie, w prowincji Chajber Pachtunchwa. W 2017 roku liczyła 1644 mieszkańców.